# Забарко, Борис Михайлович
Борис Михайлович Забарко (укр. Борис Михайлович Забарко; род. 18 ноября 1935, Калининдорф, Одесская область) — украинский историк, заслуженный деятель науки и техники Украины (2005), лауреат премии Национальной Академии наук Украины.

## Биография
Был узником Шаргородского гетто на оккупированной немцами Винницкой области. Отец погиб на фронте.
После войны учился на историческом факультете Черновицкого государственного университета, учитель, завуч сельской средней школы, преподаватель университета.
Поступил в аспирантуру Института истории Национальной Академии наук Украины (НАНУ), и после защиты кандидатской диссертации — ведущий научный сотрудник Института истории и Института мировой экономики и международных отношений НАНУ, руководитель социального отдела и координатор программы «Холокост» «Джойнта».
Затем директор Киевского института социальных и общинных работников, председатель Всеукраинской ассоциации евреев — бывших узников гетто и нацистских концлагерей, руководитель научно-просветительского Центра «Память Катастрофы», вице-президент Международного союза общественных объединений евреев — бывших узников фашизма, член Наблюдательного совета Международного фонда «Взаимопонимание и толерантность», член Международного совета Австрийской альтернативной службы за границей. Обладатель премии Европейского «Бней-Брит» «In Recognition for immortalizing the Holocaust tragical memory».
20 июня 2008 года награждён ордена «За заслуги» III степени
21 августа 2020 года стал кавалером ордена «За заслуги» II степени.
После вторжения России на Украину 24 февраля 2022 года Борис Михайлович Забарко вместе с семьёй вынужден был уехать в Германию.

## Публикации
Автор более 230 книг и статей, опубликованных в Австрии, Англии, Венгрии, Германии, Израиле, России, США, Украине.
- Классовая борьба и международная рабочая помощь: из истории международной пролетарской солидарности. Киев: Наукова думка, 1974.
- Классовая борьба и международная солидарность (1924—1929). Киев: Наукова думка, 1974.
- Пролетарська солідарність у дії. Киев: Радянська школа, 1985.
- Международная рабочая помощь в антифашистском движении. Киев: Наукова думка, 1993.
- Живыми остались только мы: свидетельства и документы. Киев: Задруга, 1999, 2000.
- Überleben im Schatten des Todes: Holocaust in der Ukraine. Zeugnisse und Dokumente. Bonn: Friedrich-Ebert-Stiftung, Historisches Forschungszentrum, 2004.
- Holocaust in the Ukraine. London-Portland: Vallentine Mitchell, 2005.
- Nur wir haben überlebt. Holocaust in der Ukraine. Zeugnisse und Documente. Köln: Dittrich Verlag, 2011.
- Жизнь и смерть в эпоху Холокоста: свидетельства и документы. В 3-х тт. Киев: Дух и літера, 2006—2008.
- Мы хотели жить: свидетельства и документы. Киев: Дух и літера, 2013.